# Stefania Careddu
Pour les articles homonymes, voir Careddu.
Stefania Careddu, parfois connue sous le nom d'art Kareen O'Hara,  née le 13 janvier 1945  à Bergame, est une actrice italienne.

## Biographie
Stefania Careddu est la fille de l'écrivaine Marianna Frigeni.
Elle a fait ses veritables débuts au cinéma en 1965, dans un petit rôle dans un film de Gianni Puccini I soldi et l'année suivante, elle obtient son premier rôle important dans Andremo in città de Nelo Risi. Après plusieurs rôles importants, joué dans des westerns spaghetti dans lesquels elle a été créditée sous le nom d'art de Kareen O'Hara, Stefania Careddu quitte la scène au début des années 1980.

## Filmographie

### Cinéma
- 1961 : Non conosci il bel suol
- 1965 : I soldi
- 1966 : Andremo in città, de Nelo Risi
- 1967 : Qui êtes-vous inspecteur Chandler ? (Troppo per vivere... poco per morire)
- 1967 : Vado... l'ammazzo e torno (nom d'art Kareen O'Hara)
- 1967 : Jungfrau aus zweiter Hand
- 1967 : Don Giovanni in Sicilia
- 1968 : Temptation
- 1968 : Django porte sa croix (Quella sporca storia nel West)
- 1971 : La stirpe di Caino
- 1972 : Quando le donne si chiamavano madonne
- 1973 : L'Homme aux nerfs d'acier (Dio, sei proprio un padreterno!) de Michele Lupo
- 1974 : I piaceri della contessa Gamiani
- 1974 : Pourvu qu'on ait l'ivresse
- 1977 : Il marito in collegio

### Télévision
- 1981 : Lapo erzählt... (1981, épisode série télévisée Monna Giovanna und Federigo degli Alberighi